# Temuri Abulaschwili
Temuri Abulaschwili (georgisch თემური აბულაშვილი; * 9. Juni 1998) ist ein georgischer Leichtathlet, der sich auf den Diskuswurf spezialisiert hat.

## Sportliche Laufbahn
Erste internationale Erfahrungen sammelte Temuri Abulaschwili beim Europäischen Olympischen Jugendfestival (EYOF) 2013 in Utrecht, bei dem er mit einer Weite von 44,46 m mit dem 1,5-kg-Diskus den elften Platz belegte. Im Jahr darauf gewann er bei den Jugend-Balkan-Meisterschaften in Sliwen mit 51,09 m die Bronzemedaille und 2015 schied er bei den Jugendweltmeisterschaften in Cali mit 54,27 m in der Qualifikationsrunde aus. Im darauffolgenden Jahr brachte er bei den U20-Weltmeisterschaften in Bydgoszcz in der Vorrunde keinen gültigen Versuch zustande und 2018 gelangte er bei den Balkan-Meisterschaften in Stara Sagora mit 49,37 m auf Rang 13. 2022 belegte er bei den Balkan-Meisterschaften in Craiova mit 57,24 m den achten Platz und im Jahr darauf wurde er bei der 3. Liga der Team-Europameisterschaft im Rahmen der Europaspiele in Chorzów mit 54,98 m Dritter. Anschließend gelangte er bei den Balkan-Meisterschaften in Kraljevo mit 55,05 m auf Rang zehn. 2025 wurde er bei der 3. Liga der Team-Europameisterschaft in Maribor mit 57,75 m Erster, ehe er bei den Balkan-Meisterschaften in Volos mit 55,15 m den achten Platz belegte.
In den Jahren 2019 und 2021 sowie 2022 und 2025 wurde Abulaschwili georgischer Meister im Diskuswurf.